# Задужбина Викимедија
Задужбина Викимедија (енгл. Wikimedia Foundation Inc.) америчка је невладина и непрофитна организација која се стара о Википедији, Викиречнику, Викицитату, Викикњигама (укључујући и пројекат Викијуниор), Викиверзитету, Викизворнику, Викимедијиној остави, Викиврстама, Викивестима и Метавикију. Седиште јој је било у Сент Питерсбургу на Флориди, а од 2007. је у Сан Франциску, Калифорнија.
Њено постојање је званично објавио суоснивач Википедије, Џими Вејлс 20. јуна 2003. године, који је до тада одржавао Википедију преко своје компаније Бомис. Основна намера је била да се Википедија и остали пројекти почну одржавати на непрофитан начин односно кроз донације и сл.

## Мисија
Мисија Задужбина Викимедија је „да оснажи и ангажује људе широм света да прикупљају и развијају образовни садржај под слободном лиценцом или у јавном власништву, и да га ефикасно и глобално шире”.
Да би служила овој мисији, Фондација обезбеђује техничку и организациону инфраструктуру која омогућава члановима јавности да развијају вики садржај на више језика. Фондација не пише било који садржај на самим викијима. То раде волонтери, као што су Википедијанци који креирају и одржавају Википедију. Сарађује са мрежом појединачних волонтера и придружених организација као што су огранци Викимедије, тематске организације, корисничке групе и други партнери у различитим земљама широм света, и обећава у својој изјави о мисији да ће корисне информације из својих пројеката учинити доступним на интернету бесплатно заувек.
Стратешки правац Фондације, формулисан 2017. године, предвиђа да она „постане суштинска инфраструктура екосистема слободног знања“ до 2030. године.

## Галерија
- Задужбина Викимедија (Сан Франциско)